# Iben Krogsdal
Iben Egekvist Krogsdal (født 13. juli 1967 i Højslev på Salling) er en dansk forfatter og salmedigter. Hun er vokset op på Mors og debuterede som forfatter i 2000 og som salmedigter i 2010.
Iben Krogsdal er oprindeligt uddannet billedkunstner på Det Jyske Kunstakademi og blev siden ph.d. i religionsvidenskab på Aarhus Universitet, hvor hun var ansat som forsker frem til 2011. Hun har op gennem årene ofte deltaget i den offentlige debat, bl.a. som medlem af Netværket på Danmarks Radios P1 og som skribent i flere aviser.
Indenfor de senere år har hun især skrevet salmedigte, korværker, sangmesser og salmesamlinger. Hendes sange og salmer er repræsenteret i en række antologier, sangbøger og i de nyere salmebogstillæg. I den 19. udgave af Højskolesangbogen er hun repræsenteret med i alt 10 sange og salmer.

## Salmesamlinger
- Vi som er søgende (salmesamling, 2010)
- Fuldmagt (salmesamling, 2013)
- Vild Opstandelse (salmedigte, 2015)
- Vor Gud, du mærker vores sorg (2016)
- Tre (salmedigte, 2018)
- Fra Dybet (salmesamling, 2019)
- Midt i mysteriet (salmesamling, 2023)